# Saskatchewan (pel·lícula)
 Saskatchewan és un western americà dirigit per Raoul Walsh, estrenat el 1954.

## Argument
El subinspector de la policia Muntada O'Rourke i seu mig germà Cree Cajou estan tornant d'un viatge pel nord del Canadà quan troben un vagó de tren cremat i una única supervivent, Grace. Malgrat el consell dels métis, el nou comandant Benton (recentment arribat d'Anglaterra) creu per ha estat un atac Cree, ja que els Sioux, a través de la frontera estan intentant forçar els Cree a ser aliats en la seva lluita contra els EUA (Setè de cavalleria).
O'Rourke s'oposa a desarmar els Cree, com li mana el seu comandant; O'Rourke perd la seva amistat amb Cajou quan personalment ha de treure-li el seu rifle. Més tard ha de salvar els Muntades que han de deixar el seu Fort Saskatchewan per trobar-se a Fort Walsh. Ha d'ajudar també a Grace (de qui s'ha enamorat), però ella no és tan dèbil com sembla.

## Repartiment
- Alan Ladd: Thomas O'Rourke
- Shelley Winters: Grace Markey
- J. Carrol Naish: Batouche
- Hugh O'Brian: Carl Smith
- Robert Douglas: Benton
- George J. Lewis: Lawson
- Richard Lent: Patrick J. Scanlon
- Jay Silverheels: Cajou
- Antonio Moreno: Cap Núvol negre
- Frank Chase: Keller
- Lowell Gilmore: Banks
- Anthony Caruso: Spotted Eagle
- Henry Wills: Merrill
- Bob Herron: Brill